# Oncle Sam

Oncle Sam de J. M. Flagg reclutant soldats per a la Primera Guerra Mundial i la Segona Guerra Mundial.

L'Oncle Sam (Uncle Sam en anglès) és la personificació nacional dels Estats Units i, específicament, del govern nord-americà. El primer ús de l'expressió es remunta a la Guerra del 1812, i la primera il·lustració gràfica, el 1852. Habitualment, es representa com un home gran de raça blanca, gest seriós, cabells blancs i barba, vestit amb robes que recorden els símbols nacionals dels Estats Units.

## Origen
Segons la tradició popular, l'origen del personatge es remunta a un grup de soldats aquarterats al nord de l'estat de Nova York durant la guerra anglo-nord-americana de 1812. En rebre un subministrament de carn amb les inicials US (United States), els soldats van fer un joc de paraules amb aquestes inicials i les del proveïdor de carn, 'O' ncle  'S'  amuel Wilson, de Troy (Nova York). Posteriorment el Congrés dels Estats Units va adoptar la següent resolució, el 15 de setembre de 1961: "El Senat i la Cambra de Representants resolen que el Congrés reconegui a Uncle Sam Wilson de Troy, Nova York, com el pare del símbol nacional dels Estats Units, l'Oncle Sam ". Sengles monuments marquen el seu lloc de naixement a Arlington, Massachusetts, i el del seu enterrament, al Cementiri Oakwoods, en Troy, Nova York. Una altra fita assenyala "The boyhood home of Uncle Sam" (La llar de joventut de l'Oncle Sam) en la seva segona residència, en Mason, NH. El primer ús de l'expressió en la literatura està documentat en un llibre al·legòric de 1816, The Adventures of Uncle Sam in Search After His Lost Honor, de Frederick Augustus Fidfaddy, referint-se també a l'esmentat Samuel Wilson.
Les primeres figures representatives dels Estats Units incloïen a personatges com ara "Brother Jonathan", utilitzat per la revista Punch. No obstant això, aquestes primeres personificacions van ser sobrepassades per la de l'Oncle Sam en l'època de la  Guerra Civil. La personificació femenina, " Columbia", ha estat utilitzada molt escassament des dels anys 20. La coneguda imatge convidant a l'allistament de l'Oncle Sam va ser creada per James Montgomery Flagg, un il·lustrador i retratista més conegut pel seu treball en publicitat. Segons algunes fonts, la primera vegada que va aparèixer públicament la imatge del Tío Sam va ser en una il·lustració de Flagg per a la portada de la revista Leslie s Weekly, publicada el 6 de juliol de 1916, amb la llegenda. Es van imprimir més de quatre milions d'exemplars d'aquesta imatge entre 1917 i 1918. També va ser molt utilitzada durant la Segona Guerra Mundial.

## Altres usos de la imatge
La cançó "USG A Song For The Times" de 1864, escrita per Dan D. Emmett es refereix en el seu tornada al General Ulysses S. Grant com el "Uncle Sam": "Then USG s the man for me, Three cheers for your old Uncle Sam!" Es poden consultar imatges escanejades de la partitura a la web American Memory Lincoln, de la Biblioteca del Congrés:.
A més d'en política, l'Oncle Sam ha aparegut com a personatge del còmic  Quality i en DC Comics. Apareix com la representació viva dels Estats Units i és el líder dels Lluitadors per la Llibertat (the Freedom Fighters). Veure Uncle Sam (còmics). També hi ha un curt d'animació dels anys 80 titulat "Uncle Sam's Adventures."
D'altra banda, l'Oncle Sam va aparèixer com a vilà en la pel·lícula de 1997 titulada Uncle Sam. En aquesta, un veterà mort durant l'operació Tempesta del Desert s'aixeca d'entre els morts per demanar justícia a uns adolescents que van cremar la bandera americana sobre la seva tomba.
Els New York Yankees, l'equip de baseball, inclouen el barret de l'Oncle Sam en el seu logotip, situant sobre el bat que forma la línia vertical de la "K" de "Yankees". Aquest mateix barret s'usa sovint com a part de la imatgeria de l'equip i alguns dels seus seguidors l'hi posen per assistir als partits o a altres actes de l'equip.
El grup de rock Grateful Dead va utilitzar un esquelet que recordava a l'Oncle Sam com un dels símbols del grup. El Oncle Sam, nomenat en la seva cançó U.S. Blues, és un més entre altres elements que componen la "American Mythology" d'aquest grup.
En la pel·lícula de 2007  Across the Universe, L'Oncle Sam torna a la vida i surt del seu pòster per arrossegar a Max a l'exèrcit dels Estats Units, mentre canta la cançó de The Beatles '" I Want You."
Ice Cube mostra la mort de l'Oncle Sam a la portada del disc  Death Certificate. Per la seva banda, el grup Bad Religion mostra l'Oncle Sam apuntant amb una arma a la portada del disc Punk Rock Songs. Per la seva banda, el grup Ska-p critica Estats Units en la seva cançó "Oncle Sam".

## I Want You For The Army
Durant la Primera Guerra Mundial es va crear el famós cartell de l'Oncle Sam assenyalant a l'espectador amb les paraules "I want you" ("Et vull a tu"). L'artista James Montgomery Flagg, que va pintar el cartell en 1917, va usar el seu propi rostre modificat com a model per a la cara d'Oncle Sam. trm015.html El veterà Walter Botts va posar per al dibuix que es convertiria en l'Oncle Sam. El cartell estava basat en un britànic de 1914 on apareixia  Lord Kitchener. Va ser dissenyat per Alfred llegeix-te.
El cartell ha estat imitat (i parodiat) nombroses vegades, amb diferents variacions en l'eslògan.

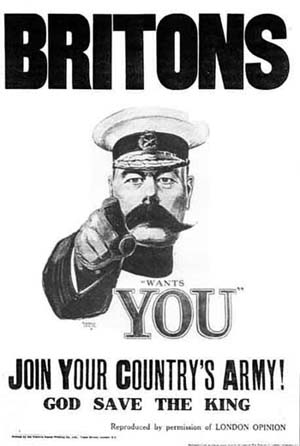
Cartell britànic de reclutament de 1914. S'hi llegeix: "Els britànics et volen. Uneix-te a l'exèrcit del teu país, Déu salvi al rei".